# EURASIP Journal on Audio, Speech, and Music Processing
EURASIP Journal on Audio, Speech, and Music Processing is een internationaal, aan collegiale toetsing onderworpen open access wetenschappelijk tijdschrift op het gebied van de
akoestiek en
elektrotechniek.
De naam wordt in literatuurverwijzingen meestal afgekort tot EURASIP J. Audio Speech.
Het eerste nummer verscheen in 2006.